# Bundesweites Informationssystem zur Leitungsrecherche
Das Bundesweite Informationssystem zur Leitungsrecherche (Akronym: BIL) ist ein online verfügbares Informationsportal, das kostenfreie Leitungsanfragen für die Bauwirtschaft ermöglicht. BIL unterstützt zudem die Digitalisierung von Fachprozessen der beteiligten Netzbetreiber, indem es Funktionalitäten für die Spannfeldanalyse, Katastrophenmeldungen sowie den automatisierten Datenaustausch mit dem Bundesamt für Kartographie und Geodäsie gemäß der INSPIRE-Richtlinie 2007/2/EG bereitstellt. Durch eine Kooperation mit der Bundesnetzagentur soll eine bundesweit zentrale Darstellung von Informationen zu geplanten und laufenden Bauarbeiten ermöglicht werden. BIL wird von einer deutschen Genossenschaft, der BIL eG, betrieben, deren Mitglieder die Netzbetreiber aller Sparten sind.

## Gründung und Organisation
Die BIL eG wurde 2015 durch 17 leitungsnetzbetreibende Unternehmen aus der Chemie-, Gas- und Erdölindustrie gegründet mit dem Ziel, durch qualifizierte Leitungsauskünfte das Risiko für Schäden an der unterirdischen Versorgungsinfrastruktur im Zuge von Bauarbeiten zu verringern. Sitz der Genossenschaft ist Bonn. Die BIL eG agiert als eingetragene Genossenschaft und damit als Non-Profit-Organisation am Markt. Der Zutritt zur BIL eG und dem betriebenen Gemeinschaftsportal steht allen netz- und leitungsbetreibenden Unternehmen offen, ist aber nicht Voraussetzung für die Nutzung des Portals. Die Nutzung des Portals zum Zwecke der Bauanfragen ist durch Privatleute und Firmenangehörige jederzeit unentgeltlich möglich. BIL eG hat Mitglieder aller leitungsbetreibender Sparten einschließlich Elektrizität und Telekommunikation, Wasser sowie der Neuen Energien. Die Initiative für eine zentralisierte Leitungsauskunft wird unterstützt von den folgenden Branchenverbänden: Bundesverband Breitbandkommunikation e. V. (BREKO), Bundesverband Glasfaseranschluss e. V. (BUGLAS), Deutsche Wissenschaftliche Gesellschaft für Erdöl, Erdgas und Kohle e. V. (DGMK), Deutscher Verein des Gas- und Wasserfaches e. V. (DVGW), Vereinigung der Fernleitungsnetzbetreiber Gas e. V. (FNB Gas), Wirtschaftsverband Fuels und Energie e. V. (en2x), Verband der Chemischen Industrie e. V. (VCI), Verband Sichere Transport- und Verteilnetze/KRITIS e. V. (VST) und dem Zentralverband Deutsches Baugewerbe e. V. (ZDB)

## BIL-Portal

### Technisches Konzept
Das BIL-Anfrageportal konzentriert sich ausschließlich auf den Kernprozess der Anfrage, indem es die geographischen und alphanumerischen Informationen der Bau- oder Planungsmaßnahme mit den in BIL hinterlegten – aber unsichtbaren – Zuständigkeitsflächen der Betreiber verschneidet. Sämtliche Prozessschritte, Daten und Dokumente werden zentral archiviert und für Nachfragen des Anfragenden und des Betreibers vorgehalten. Eine spätere Recherche ist möglich. BIL ermöglicht auf Basis der erfassten Daten die statistischen Auswertungen in Form von Monats- und Jahresberichten.

### Anfrageprozess aus Sicht der Bauwirtschaft
BIL benötigt die raumbezogene Eingabe der Baufläche als Polygon. Den Hintergrund zur Erfassung bildet dabei Kartenmaterial mit amtlicher Grundlage und Luftbildern. Die geodätische Grundlage bildet das Koordinatensystem ETRS89. Der Anfragende muss über das Portal ferner die Art der Baumaßnahme mitteilen. BIL stellt dafür eine Liste von unterschiedlichen Hoch- und Tiefbaumaßnahmen bereit. Jeder Baumaßnahmentyp generiert eine Abstandsfläche unterschiedlicher Größe um die Baufläche (Baustellenklassifizierung). Für die Betreiber ist damit die Auswirkung auf ihre Zuständigkeitsflächen durch die räumliche Verschneidung je nach Maßnahme unterschiedlich. Naturgemäß sind bei Sonderbauwerken größere Abstandsflächen zu berücksichtigen als bei lokalem Tiefbau. Dadurch wird dem Betreiber ermöglicht, die Ausdehnung seiner Flächen gering zu halten, und gleichzeitig sicherzustellen, dass ihn alle relevanten Anfragen erreichen.

### Anfrageprozess aus Sicht der Netzbetreiber
Basierend auf den Anfrageinformationen erzeugt BIL eine rechtlich gesicherte Positiv- und Negativliste. Die zuständigen Betreiber erhalten bei analysierter Zuständigkeit die Information aus BIL, prüfen anhand dieser ihre eigene Betroffenheit und kommunizieren alle Informationen über das BIL-Portal. Damit verbleibt die Betroffenheitsprüfung beim Betreiber und dessen Planauskunft generiert die relevanten Informationen für den Anfragenden. BIL hält dabei keine Leitungsdaten und Betriebsmittel-Informationen der Betreiber vor. Die wesentliche Aufgabe und Funktion der BIL-Infrastruktur besteht in der digitalen Zuständigkeitsprüfung und der Kommunikation über das Portal. Von Seiten des Betreibers sind dazu lediglich die sogenannten Zuständigkeitsflächen in BIL zu hinterlegen, deren Ausdehnung der Betreiber als Korridor um eine Pipeline oder als Fläche um sein Versorgungsgebiet selber festlegt. Die Übertragung der Zuständigkeitsfläche(n) an BIL erfolgt in marktüblichen graphischen Datenformaten in der Eigenverantwortung des Leitungsbetreibers. Durch die Zuständigkeitsprüfung kann das Anfrageaufkommen um bis zu 85 Prozent reduziert werden, indem potentielle Nullauskunftsbescheide auf Grund nicht gegebener Zuständigkeit herausgefiltert werden und damit keiner Bearbeitung durch den Betreiber bedürfen. Die Bearbeitung der Leitungsauskunft beziehungsweise die Planerstellung verbleibt in der Systemwelt des Betreibers und den dort etablierten Workflows. Je nach Komplexität der nachgelagerten Lösung kann die Verarbeitung auch vollautomatisiert mit vorhandenen Backend-Systemen erfolgen. Über eine Web-Service-Schnittstelle kann die digitale Anfrage (alphanumerische Angaben und Flächenpolygon) direkt in das System des Betreibers zur Betroffenheitsprüfung heruntergeladen werden. Dabei wird die alphanumerische Information in die Datenbanktabelle des nachgelagerten Systems überspielt und die graphische Flächeninformation abgebildet. Dafür hat BIL mit Bauwirtschaft und Leitungsbetreibern einen Standard für die Formulierung einer vollständigen digitalen Bauanfrage entwickelt.

### Kooperation mit der Bundesnetzagentur
Im April 2021 haben die BIL eG und die Bundesnetzagentur [HM2] eine Kooperation begründet, die eine technische Verknüpfung des BIL-Portals und des Infrastrukturatlas der Bundesnetzagentur ermöglicht. Dies soll eine bundesweit zentrale Darstellung von Informationen zu geplanten und laufenden Bauarbeiten stärken. Außerdem sollen die Nutzer beider Portale von einem verbesserten Informationsaustausch profitieren. Hierdurch sollen insbesondere der Breitbandausbau beschleunigt und die Sicherheit im Tiefbau erhöht werden.
Technisch wird das Vorhaben durch eine Schnittstelle zwischen den beiden Portalen realisiert. Diese schafft Anfragenden des BIL-Portals eine Möglichkeit, ihre Planungs- und Bauanfrage auch im Infrastrukturatlas darstellen zu können. Diese Informationen können die Nutzer des Infrastrukturatlas nutzen, um Bauarbeiten und Mitverlegung von passiven Infrastrukturen sowie Glasfaserkabeln zu koordinieren.

### Kommunikationsplattform zwischen Leitungsnetzbetreibern
Die teilnehmenden Leitungsnetzbetreiber können die Plattform außerdem für die Bereitstellung und Aggregation von Informationen für eigene Fachprozesse nutzen. Als Beispiel dafür kann die Spannfeldanalyse betrachtet werden.

### Spannfeldanalyse
Im Kontext des Netzausbaus müssen Netzoptimierungen an den Freileitungen der Übertragungsnetzbetreiber (ÜNB) vorgenommen werden. Entsprechend der Planungsgrundsätze der deutschen ÜNB ist, bezogen auf dem thermischen Seilnennstrom bei Normbedingungen, eine erhebliche Erhöhung der regional verfügbaren Strombelastbarkeiten möglich. Die enge Abstimmung von Planung und Maßnahmen zwischen den Betreibern der elektrischen Übertragungsnetze und den Betreibern benachbarter Rohr- oder Kabelnetze ist dabei wesentlich, um die Auswirkung der elektromagnetischen Emissionen auf parallel verlaufende metallische Leiter wie Rohre oder Kabel beurteilen zu können. Die von BIL entwickelte Anwendung „Spannfeldanalyse“ unterstützt diesen Prozess. Der Übertragungsnetzbetreiber kann für seine zu untersuchenden Trassenbereiche alle in der Nähe liegenden BIL-Teilnehmer automatisiert ermitteln und im Anschluss differenziert analysieren und auswerten. Die Ermittlung erfolgt dabei ‚spannfeldscharf‘, d. h. für jeweils einen Bereich zwischen zwei benachbarten Strommasten.

### Bereitstellung offizieller Katastrophenmeldungen des Bundesamts für Bevölkerungsschutz und Katastrophenhilfe
Die offiziellen Katastrophenmeldungen des Bundesamts für Bevölkerungsschutz und Katastrophenhilfe (BBK) werden über das BIL-Portal für den Leitungsnetzbetreiber zuständigkeitsgeprüft. Hierdurch erhält er über BIL gezielt nur solche Meldungen aus den Warndiensten KATWARN, die ihm die Kenntnisnahme kritischer Ereignisse in seinem eigenen Trassenbereich ermöglichen.

### Datenaustausch gem. INSPIRE-Richtlinie 2007/2/EG
Die insoweit wesentlichen Daten können vom Netzbetreiber im Portal abgerufen und mit dem Bundesamt für Kartographie und Geodäsie automatisiert ausgetauscht werden.